# Львівський окружний адміністративний суд
Львівський окружний адміністративний суд — місцевий спеціалізований адміністративний суд першої інстанції, розташований у місті Львові, юрисдикція якого поширюється на Львівську область.

## Компетенція
Місцевий адміністративний суд при здійсненні судочинства керується Кодексом адміністративного судочинства України. Він розглядає адміністративні справи, тобто публічно-правові спори, у яких хоча б однією зі сторін є органом виконавчої влади, органом місцевого самоврядування, їхня посадова чи службова особа або інший суб'єкт, який здійснює владні управлінські функції. Іншою стороною є приватний елемент (громадянин, юридична особа приватного права тощо).
До числа адміністративних справ належать, зокрема, спори фізичних чи юридичних осіб із суб'єктом владних повноважень щодо оскарження його рішень (нормативно-правових актів чи правових актів індивідуальної дії), дій чи бездіяльності; з приводу прийняття громадян на публічну службу, її проходження, звільнення з публічної служби; щодо виборчого процесу тощо. В окремих випадках адміністративний суд розглядає справи за зверненням суб'єкта владних повноважень.
Адміністративний суд розглядає справу, як правило, за місцезнаходженням відповідача, тобто якщо офіційна адреса відповідача зареєстрована на території юрисдикції цього суду.

## Керівництво
- Голова суду — Коморний Олександр Ігорович
- Заступник голови суду — Хома Олена Петрівна
- Керівник апарату суду — Томашівський Орест Григорович[5]
- Заступник керівника апарату суду — Спіченко Людмила Степанівна

## Структура
Суд очолює його голова, який має двох заступників. Правосуддя здійснюють 27 суддів.
Організаційне забезпечення діяльності суду здійснює апарат, очолюваний керівником апарату, який має заступника та якому підпорядковуються начальники відділів
До патронатної служби входять помічники суддів. Секретарі судового засідання безпосередньо підпорядковані керівнику апарату та судді, з яким працюють відповідно до внутрішнього розподілу обов'язків.
Апарат суду має 6 відділів.

### Відділи
- Господарського забезпечення.
- Кодифікації та статзвітності.
- З питань персоналу та кадрового забезпечення.
- Планово-фінансової діяльності, бухгалтерського обліку та звітності.
- Організаційного забезпечення розгляду адміністративних справ та архіву.
- Діловодства та обліку звернень громадян.[6]